# Ngäbe-Buglé
Ngäbe-Buglé (talvolta Ngöbe-Buglé) è una comarca indigena di Panama. Costituisce una regione a statuto speciale istituita dalla legge n. 10 (Gazzetta ufficiale n. 23.242) del 7 marzo 1997: tale disposizione legislativa afferma che le terre sono ripartite tra le due popolazioni indigene che popolano parte della provincia di Bocas del Toro, di Chiriquí e di Veraguas.
Ha una superficie 6.968 km² e secondo una stima del 2019 la popolazione è di 219.302 abitanti. Il capoluogo è Llano Tugrí (anche nota come Buabïti).

## Storia
A partire dal 1972, il governo panamense scelse di stabilire delle comarche, ovvero delle regioni delimitate in cui, tra i vari indigeni, anche i popoli Ngäbe-Buglé avrebbero posseduto diritti di proprietà esclusivi e una notevole autonomia amministrativa. La comarca di Ngäbe-Buglé è stata fondata nel 1997, a seguito di un proclama precedentemente fatto dal governo e per via della pressione politica da parte degli indigeni ngäbe e buglé. A tali motivazioni si aggiunse anche l'opinione generale secondo cui costituire le comarche avrebbe ridotto lo sfruttamento indiscriminato delle risorse naturali e il degrado ambientale.

## Geografia

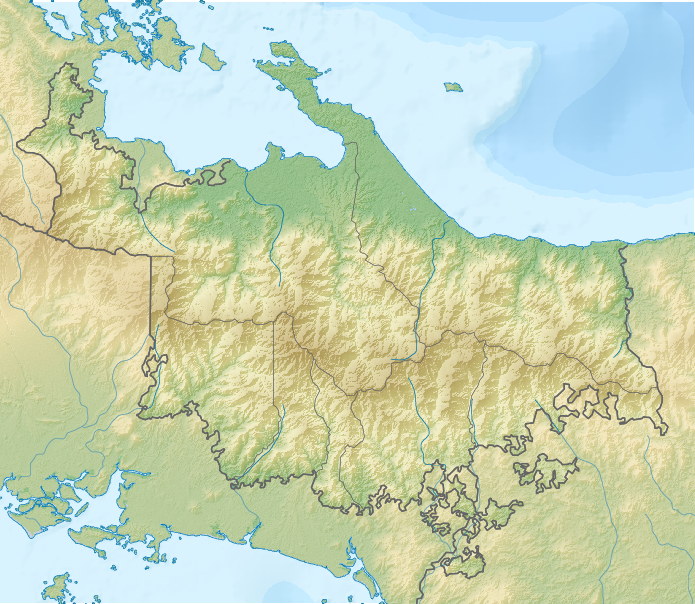
Mappa fisica della comarca di Ngäbe-Buglé

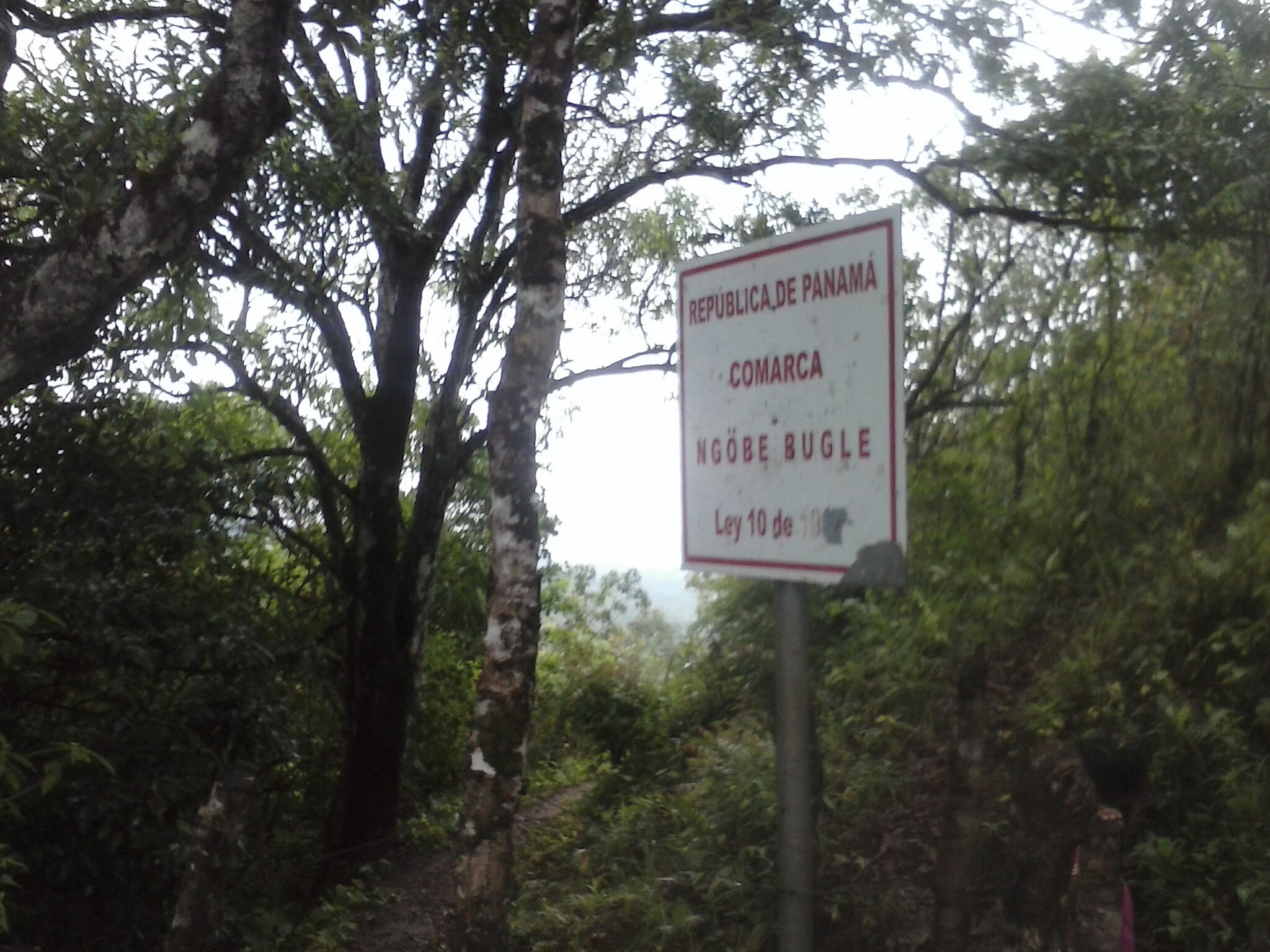
Segnale al confine tra Veraguas e Ngäbe-Buglé

La comarca si trova nella zona occidentale di Panama. È attraversata da ovest a est dalla Cordigliera Centrale o Serranía de Tabasará, che separa due regioni geografiche: la regione atlantica o caraibica, coperta al 40% da foreste e fiumi di breve lunghezza ma non per questo dalla portata meno impetuosa, e la regione pacifica, pesantemente disboscata e anch'essa ricca a livello idrografico di corsi d'acqua che sfociano nell'Oceano.
Nel lato sud-est della regione vi sono quattro enclavi separate dalle province di Chiriquí e Veraguas: il corregimiento di Bakama (due enclavi situate nel distretto di Tolé, Chiriquí), El Bale (facente capo distretto di Cañazas, Veraguas) e Cerro Pelado (nel distretto di Las Palmas, Veraguas).
Il territorio è diviso in nove distretti. Il capoluogo della regione è Llano Tugrí, situato nel distretto di Müna.
La regione è prevalentemente montuosa, pendii ripidi e terreni poco fertili, che rendono difficile praticare l'agricoltura. Sul lato caraibico non c'è la stagione secca e la foresta tropicale domina il paesaggio. Sul lato pacifico, da dicembre ad aprile, soffiano forti venti e il clima è secco: per il resto dell'anno, il clima è umido anche su tale versante del comarca. Le variazioni climatiche condizionano la vegetazione variegata a seconda del lato preso in considerazione.
La maggior parte degli spostamenti viene effettuata a piedi o a cavallo, poiché esiste solo una strada di accesso che conduce a San Félix, una città collegata all'autostrada panamericana e nei pressi di Las Cruces.

## Geografia antropica

### Suddivisioni amministrative
La comarca è suddivisa in nove distretti e 70 comuni:
| Distretti                   | Corregimientos (Comuni) | Cabecera (Capoluogo)        | Popolazione |
| --------------------------- | --- | --------------------------- | ----------- |
| Ñö Kribo                    | |                             |             |
| Kankintú                    | Bisira, Kankintù, Guoroni, Mününi, Piedra Roja, Calante, Tolote                                                                                      | Bisira                      | 24.651      |
| Kusapín                     | Kusapín, Bahía Azul, Cañaveral, Río Chiriquí, Tobobe                                                                                                 | Kusapín                     | 21.600      |
| Jirondai                    | Samboa, Bürí, Guariviara, Man Creek, Tuwai | Samboa                      | 24.150      |
| Santa Catalina o Calovébora | Santa Catalina o Calovébora, Alto Bilingüe, Loma Yuca, San Pedrito, Valle Bonito                                                                     | Santa Catalina o Calovébora | 7.821       |
| Nedrini                     | |                             |             |
| Besikó                      | Soloy, Boca de Balsa, Cerro Banco, Cerro de Patena, Camarón Arriba, Emplanada de Chorcha, Nämnoni, Niba                                              | Soloy                       | 33.072      |
| Mironó                      | Hato Pilón, Cascabel, Hato Corotú, Hato Culantro, Hato Jobo, Hato Julí, Quebrada de Loro, Salto Dupí                                                 | Hato Pilón                  | 21.215      |
| Nole Düima                  | Cerro Iglesias, Lajero, Hato Chamí, Susama, Jädaberi                                                                                                 | Cerro Iglesias              | 19.428      |
| Kädriri                     | |                             |             |
| Müna                        | Chichica, Alto Caballero, Bakama, Cerro Caña, Cerro Puerco, Krüa, Maraca, Nibra, Peña Blanca, Roka, Sitio Prado, Umani, Diko, Kikari, Dikeri, Mreeni | Chichica                    | 44.026      |
| Ñürüm                       | Buenos Aires, Agua de Salud, Alto de Jesús, Cerro Pelado, El Bale, El Paredón, El Piro, Guayabito, Güibale, El Peñón, El Piro Nº2                    | Buenos Aires                | 17.897      |

## Gruppi indigeni

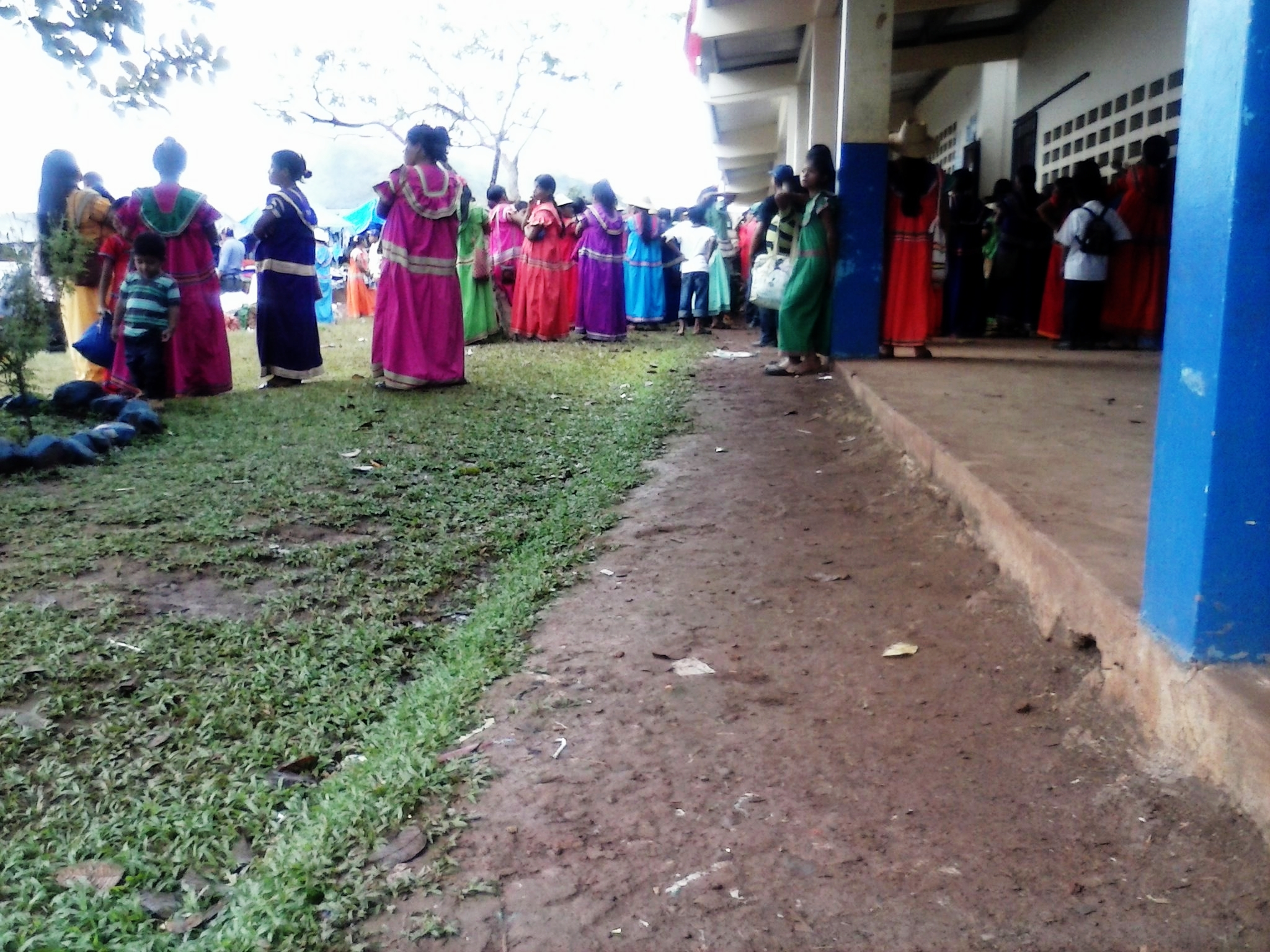
Comunità di etnia ngäbe

Nonostante i legami storici e geografici degli Ngäbe e dei Buglé, le lingue parlate da questi gruppi differiscono profondamente diversa l'una dall'altra, così come le tradizioni. Il gruppo più numeroso, gli Ngäbe, parla il Ngäbere, mentre i Buglé si esprimono in Buglere. Considerate assieme, le due comunità indigene sono tra le più popolose del Paese americano.

## Consumo del suolo
Poiché l'agricoltura ngäbe-buglé è prevalentemente di sussistenza, la delimitazione della proprietà e un freno allo sfruttamento del suolo sono di fondamentale importanza per tutte le famiglie, soprattutto poiché la popolazione è in costante aumento e una produzione agricola eccessiva stressa il suolo in maniera quasi irreversibile. L'intricato sistema con cui sono regolamentate le proprietà è legato al sistema di parentela. I membri di un gruppo familiare possiedono la terra, ma quelli che vivono nel villaggio nella terra ne supervisionano l'utilizzo. I diritti reali sono rivendicabili da ciascun familiare, mentre per i diritti acquisiti a seguito del matrimonio vigono particolari disposizioni per la comunione dei beni.
Le colture più comuni coltivate nella comarca sono mais, riso, legumi, banane e caffè. In maniera minore si producono pure pomodori, peperoni e altri vegetali. Frutti come mango, arance e di altre specie tropicali crescono stagionalmente. La carne, consumata più di rado, è bovina o di uccelli; il pesce è un alimento base comune e gli hojaldras (pane fritto panamense) sono talvolta consumati a colazione. Lo sfruttamento intensivo del suolo resta un problema attualissimo.

## Economia e risorse
Oltre all'agricoltura di sussistenza, la popolazione locale ha iniziato ad intraprendere attività diverse nel settore terziario. A causa del povero tasso di istruzione e del basso capitale umano il lavoro in nero è quello prevalente. Di conseguenza, molti uomini sono costretti a migrare in cerca di lavori stagionali nel campo agricolo o in cerca di altro in regioni diverse del Paese o del continente. Per questo motivo, è comune trovare uomini Ngäbe e/o Buglé che lavorano nella raccolta del caffè negli altopiani della vicina Chiriquí, in particolare nel distretto di Boquete e San Félix. Altro commercio attivo è la compravendita di prodotti agricoli, gioielli o capi di abbigliamento tradizionali.